# Strangalomorpha tomentosa
Strangalomorpha tomentosa är en skalbaggsart som beskrevs av Koichi Tamanuki 1942. Strangalomorpha tomentosa ingår i släktet Strangalomorpha och familjen långhorningar.
Artens utbredningsområde är Taiwan. Inga underarter finns listade i Catalogue of Life.